# Самман, Гада
Гада ас-Самман (араб. غادة السمان‎, р. 1942) — сирийская писательница, журналистка, публицистка, поэтесса, издательница, одна из наиболее известных в мире сирийских прозаиков.

## Биография
Гада ас-Самман родилась в Дамаске, в интеллигентной семье, среднее образование получила в дамасском французском лицее. Изучала английскую литературу в Дамасском университете, затем продолжила своё образование в американском университете Бейрута. Диссертация, материал для которой ас-Самман собирала в Лондоне и других европейских городах, была посвящена английской литературе. В 1964-м году она вернулась в Дамаск и начала преподавать в Дамасском университете, ректором которого в то время был её отец Ахмад ас-Самман. Докторскую степень получила в Каирском университете.

## Творчество
Гада ас-Самман — автор нескольких сборников стихов, 6 сборников новелл, 5 романов, ряда книг публицистического и мемуарного характера. Первая книга Гады ас-Самман «Твои глаза — моя судьба» была опубликована в 1962-м году в Бейруте, и принесла ей известность в литераторских кругах Сирии и Ливана. Истинная популярность (9 переизданий) к этой её книге пришла уже после того, как сама Гада стала знаменитой. В 1975-м году она опубликовала свой шедевр «Бейрут’75» — роман, который «по свидетельству критиков и читателей, словно предрек события ливанской войны 1975—1990 гг.». Годом позже она опубликовала книгу «Бейрутские кошмары», посвящённую ужасам Гражданской войны которым сама Гада стала свидетельницей. К 1980-м годам ас-Самман уже считалась одной из лучших современных писателей арабского мира, к 1990-м годам её произведения начали появляться в английских и французских переводах.